# Роккос, Стелиос
Стелиос Роккос (греч.  Στέλιος Ρόκκος, 11 февраля 1965 год, о. Лемнос) — греческий певец, композитор и автор текстов.

## Биография

### Ранние годы
Родился   11 февраля 1965 года на острове Лемнос. С самого раннего возраста он начал играть на гитаре, уже в 15 лет выступал с концертами в США, Европе и Израиле в качестве гитариста. В то же время он пишет тексты и музыку, с 1984 года начал выступать в ночных клубах, играть и петь рок-музыку. Его первый альбом, который был выпущен в 1992 году, был очень успешным.

### Профессиональная карьера
В 1994 году звукозаписывающая компания MBI подписывает контракт со Стелиосом Роккосом. В этом же году выходит второй альбом Роккоса под названием «Изумруды и рубины» (Σμαράγδια και Ρουμπίνια). Заглавный трек диска — баллада. Продажи альбома очень быстро стали беспрецедентными, через несколько месяцев диск стал золотым. Диск «Изумруды и рубины» стал началом большой карьеры для Стелиоса Роккоса.
К Пасхе 1996 года выходит альбом «Ветер» (Αγέρας), который становится золотым в течение трех месяцев после его выпуска.
Летом 1996 года Стелиос выступал с концертами в Салониках. Во время прогулки на катере произошёл взрыв и начался пожар на борту. Стелиос Роккос был доставлен на вертолете в больницу в Афинах, где он был госпитализирован с ожогами. Тело и лицо пострадали мало, пострадали только его длинные волосы, которые Роккос всегда отращивал как рок-музыкант.
В мае 1997 года он выпустил свой третий альбом под названием «В глаз бури» (Στο μάτι του κυκλώνα), который становится золотым в первый же месяц релиза.
Осенью 1997 года Стелиос Роккос получает письмо от Ника Гритса, обычного жителя Кипра, который выразил в стихах боль по поводу противоправной смерти Соломоса Солому, который был убит турками, будучи безоружным, в присутствии сил ООН, когда он снимал флаг турецких оккупантов на линии прекращения огня. Стелиос Роккос написал музыку на эти стихи. 1 ноября 1997 вышел CD-сингл под названием «За Соломоса Солому» (Για το Σολωμό Σολωμού), доходы от продажи которого пошли для оказания помощи семье героя.

### 2011—2012
С октября 2011 года Роккос сотрудничает с Димосом Анастасиадисом в клубе «Звезда» (Αστέρια) в Глифаде, в программу вошли песни в стиле рок, баллады, и поп-хиты. Программа имела огромный успех, и певцы опять выступают в клубе «Звезда» в Глифада с 4 мая по 19 сентября 2012 года. В марте 2012 года прошли успешные концерты в Салониках.
В начале 2012 года Стелиос Роккос записал две новые песни: в феврале — «Είμαι δικός σου» (он является автором музыки) и в апреле — «Θυμάμαι»
Зимой 2012 — 2013 гг. планируются совместные выступления Роккоса и Антониса Ремоса в клубе «Афины Арена» в Афинах.
Большинство альбомов, что выпустил Стелиос Роккос, пользуются коммерческим успехом. Он является автором большинства песен, которые исполняет. Сотрудничал со многими исполнителями греческой музыки, такими, как Толис Воскопулос, Яннис Париос, Пасхалис Терзис, Йоргас Маргаритис, Сакис Рувас, Яннис Вардис, София Арванити, Пегги Зина и другими. Кроме того, в 2002 году выступал на одной сцене в совместных концертах со всемирно известным композитором Гораном Бреговичем в Афинах и Салониках.

## Личная жизнь
У Роккоса четверо детей, двое сыновей и две дочери. Старшему сыну, Димитросу, 23 года, он гитарист., в 2008 году выступал с отцом.

## Дискография
- 1993 — Σε χίλιους δρόμους Αriola (LP & CD)
- 1994 — Σμαράγδια και Ρουμπίνια ΜΒΙ (LP & CD)
- 1995 — Σαν αγρίμι MBI (LP & CD)
- 1996 — Αγέρας MBI (LP & CD) — Χρυσός
- 1997 — Στο μάτι του κυκλώνα MBI (LP & CD) — Πλατινένιος
- 1998 — Εν βρασμώ ψυχής MBI (CD) — Πλατινένιος
- 1999 — Όνειρα MBI (CD) — Χρυσός
- 2000 — Άγγελοι είμαστε όλοι Nitro (CD) — Χρυσός
- 2001 — Bήματα Nitro (CD) — Χρυσός
- 2002 — Bήματα Nitro επανέκδοση (2CDs)
- 2003 — Δε θέλω άλλο παραμύθι Polydor (CD)
- 2003 — Δε θέλω άλλο παραμύθι Polydor επανέκδοση (CD)
- 2004 — Δικά μου πράγματα Polydor (CD)
- 2006 — Υδροχόος Polydor (CD)
- 2008 — Πάνω απ’τον Κόσμο Polydor (CD)
- 2011 — In Rock Final touch (2CDs, Studio + Live)

## Синглы
- 1994 — Καραβανι / Λήμνος MBI maxi single (βινύλιο)
- 1996 — Αν μ' αγαπάς / χορεύω MBI (CD single)
- 1996 — Τ' αλάνικα / πονάει η αγάπη MBI (CD single)
- 1997 — Για τον Σολωμό Σολωμού MBI (CD single)
- 1998 — Ένα βήμα πριν MBI (CD single) — Πλατινένιος
- 1999 — Κάπως αλλιώς MBI (CD single) — Πλατινένιος
- 2002 — Kάποιο βράδυ Polydor (Cd single)